# Wettolsheim
 Wettolsheim  (en alsacià Wettelse) és un municipi francès, situat a la regió del Gran Est, al departament de l'Alt Rin. L'any 1999 tenia 1.692 habitants.

## Demografia
| 1962  | 1968  | 1975  | 1982  | 1990  | 1999  |
| ----- | ----- | ----- | ----- | ----- | ----- |
| 1.296 | 1.301 | 1.558 | 1.554 | 1.616 | 1.692 |

## Administració
| Període   | Identitat      | Partit |
| --------- | -------------- | ------ |
| 1945-1965 | Emile Floranc  |        |
| 1965-1977 | Antoine Gaschy |        |
| 1977-2001 | Pierre Knittel |        |
| 2001-     | Lucien Muller  |        |